# Chacaíto (metro de Caracas)
Chacaíto es una estación del Metro de Caracas perteneciente a la Línea 1. Está en el centro-este de Caracas, ubicada en la Plaza Brión, que se integra con el Bulevar de Sabana Grande en su parte extrema, en la zona de Chacaíto, del cual toma su nombre.

## Características
Fue una de las estaciones construidas en la segunda extensión de la Línea 1, de La Hoyada hasta Chacaíto. Fue estación terminal hasta el 23 de abril de 1988 cuando se inauguró la tercera extensión de la Línea 1, hasta la estación Los Dos Caminos. Entre 1983 y 1988 fue la única estación de metro ubicada en el municipio Chacao.
Esta estación es la segunda más grande, después de Plaza Venezuela, también es una de las que presenta mayor afluencia de pasajeros, dada su ubicación céntrica así como la disponibilidad de varias rutas de transporte público que atienden a diversos puntos de la ciudad, fundamentalmente hacia el sureste.
En 2010, se iniciaron trabajos para la construcción de lo que sería la continuación de la Línea 4 (Zona Rental - Miranda), atendiendo a la alta afluencia de usuarios que existe actualmente en el tramo Plaza Venezuela - Miranda, el cual tiene prevista su inauguración para el año 2015.

## Salidas
Posee seis salidas:
- Plaza Brión con Av. Principal del Bosque, Salida Norte (Centro Comercial Expreso Chacaíto)
- Plaza Brión con Av. Pichincha, Salida Sur
- Plaza Brión, Salida Nor-Este (Centro Comercial Chacaíto)
- Plaza Brión con Av. Francisco de Miranda, Salida Nor-Oeste
- Plaza Brión, Salida Sur-Oeste (Final del Boulevard de Sabana Grande)
- Plaza Brión, Salida Sur-Este (Centro Comercial Único)

## Lugares de interés
- Plaza Brión de Chacaíto
- Boulevard de Sabana Grande
- Centro Comercial Chacaíto
- Centro Comercial Expreso Chacaíto (edificio CAPUY)